# Distretto di Caserta
Il distretto di Caserta fu una delle suddivisioni amministrative del Regno di Napoli in seguito Regno delle Due Sicilie, subordinate alla   provincia di Terra di Lavoro.

## Istituzione e soppressione
Con la legge 132 del 1806 Sulla divisione ed amministrazione delle province del Regno, varata l'8 agosto di quell'anno da Giuseppe Bonaparte, veniva attuata la riorganizzazione amministrativa del Regno di Napoli, che prevedeva la divisione dello stesso in province a loro volta suddivise in distretti. La legge 272 del successivo 8 dicembre fissava il capoluogo del primo distretto della provincia di Terra di Lavoro in Santa Maria di Capua, che diveniva, così, sede di intendenza. Nel 1808, però, con il decreto 182 del 26 settembre, Gioacchino Murat apportò un'ulteriore variazione all'organizzazione del distretto: la sede dell'intendenza, e, quindi, il capoluogo, venne spostato a Capua, mentre la sede del tribunale restò fissata in Santa Maria.

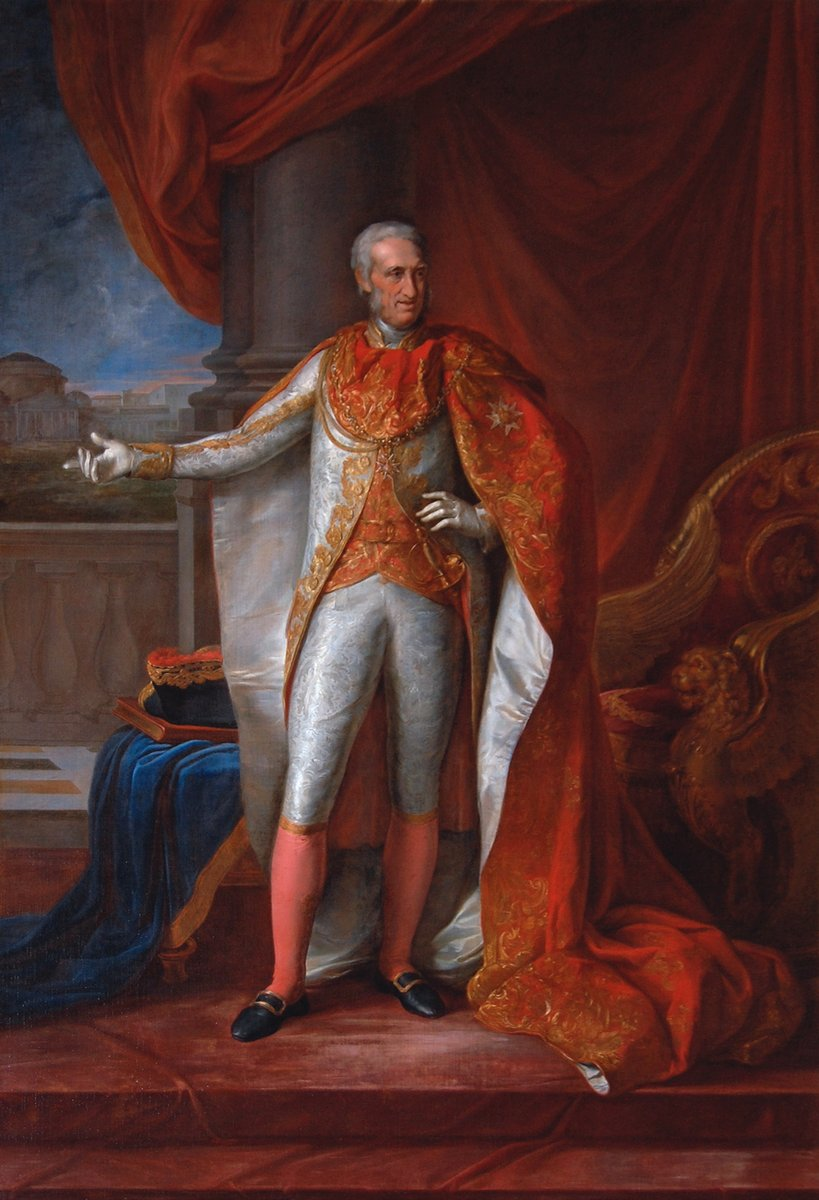
Ferdinando I delle Due Sicilie

Tra il 1810 e il 1811, invece, al distretto fu apportata una serie di variazioni territoriali che ne ridussero sensibilmente l'estensione: con l'intervento legislativo dell'8 giugno 1810, infatti, fu istituito il distretto di Nola, all'interno del quale venivano inclusi il nolano e il circondario di acerrano. Nel 1811, infine, venne isitiuito il distretto di Piedimonte d'Alife, nel quale andava a ricadere tutta l'area nord-orientale del distretto di Capua ed i circondari di Venafro e Colli distaccati dal distretto di Sora.
Nel 1818, il distretto, che, ormai da tempo, aveva assunto una conformazione territoriale ultima, cambiò ancora una volta capoluogo assumendo anche una denominazione definitiva: per volere di Ferdinando I, con il decreto 1416 del 1818, la sede dell'intendenza di Terra di lavoro passò da Capua a Caserta, facendo della città della reggia, la città capoluogo della provincia e del distretto.
Con l'occupazione garibaldina e l'annessione al Regno di Sardegna del 1860, il distretto fu soppresso.

## Suddivisione in circondari
Il distretto era suddiviso in successivi livelli amministrativi gerarchicamente dipendenti dal precedente. Al livello immediatamente successivo, infatti, individuiamo i circondari, che, a loro volta, erano costituiti dai comuni, l'unità di base della struttura politico-amministrativa dello Stato moderno. A questi ultimi potevano far capo i casali, centri a carattere prevalentemente rurale. All'atto dell'annessione al futuro Regno d'Italia, comprendeva 16 circondari:
- Circondario di Caserta:
Caserta (con i villaggi di Casertavecchia, Aldifreda, Briano, Casola, Casolla, Centurano, Ercole, Falciano, Mezzano, Piedimonte, Pozzovetere, Puccianiello, Sala, San Benedetto, San Clemente, San Francesco, Santa Barbara, Sommana, Tredici e Tuoro), Morrone (con i villaggi di Balzi, Gradillo, Grottole, Largisi, Pianelli, San Pietro, Sant'Andrea e Torone) e San Leucio[7];
- Circondario di Capua:
Capua (con il villaggio di Sant'Angelo in Formis), Bellona, Cancello (con il villaggio di Arnone), Grazzanise (con i villaggi di Brezza e Santa Maria la Fossa), Castel Volturno e San Tammaro;
- Circondario di Santa Maria:
Santa Maria (con i villaggi di San Pietro in Corpo e Sant'Andrea de' Lagni), Casanova (con il villaggio di Coccagna), Casapulla, Curti e San Prisco;
- Circondario di Marcianise:
Marcianise (con i villaggi di Loriano e Trentola), Capodrise, Macerata (con i villaggi di Casalba e Caturano), Masserie, Portico (con il villaggio di Musicile), Recale e San Nicola la Strada;
- Circondario di Maddaloni:
Maddaloni (con il villaggio di Montedecoro), Cervino (con i villaggi di Forchia, Messercola e Vittoria) e Valle;
- Circondario di Aversa:
Aversa, Casaluce (con i villaggi di Aprano e Casalnuovo a Piro), Teverola (con i villaggi di Carinaro e Casignano) e Lusciano (con il villaggio di Ducenta);
- Circondario di Succivo:
Succivo (con i villaggi di Teverolaccio e Casapuzzano), Orta, Cesa e Gricignano (con il villaggio di Casolla-Sant'Adiutore);
- Circondario di Trentola:
Trentola, Casal del Principe, San Cipriano (con i casali di Isola e Casapesenna), Frignano Maggiore, Frignano Piccolo, Parete, San Marcellino e Vico di Pantano;
- Circondario di Formicola:
Formicola (con i villaggi di Cavallari, Fondara, Lautoni e Medici), Sasso (con i villaggi di Arbusto, Cisterna, Merrone, Prea, Strangolagalli e Vallata), Pontelatone (con i villaggi di Casalicchio, Funari, Marzi, Savignano e Treglia), Schiavi di Formicola (con i villaggi di Schiavi, Cese, Profeti, San Pietro, Villa e Merangeli);
- Circondario di Pignataro:
Pignataro (con il villaggio di Partignano), Calvi (con i villaggi di Petruli, Visciano e Zuni), Camigliano (con i villaggi di Falchi e Leporano), Rocchetta (con il villaggio di Croce), Giano, Pastorano (con i villaggi di Pantuliano e San Secondino), Sparanise e Vitulaccio;
- Circondario di Teano:
Teano (con i villaggi di Cappelle, Carbonara, Casafredda, Casale, Casamostra, Casi, Fontanelle, Furnolo, Magnano, Pugliano, San Giuliano, San Marco, Tranzi, Tuoro e Versano), Caianello (con i villaggi di Aurivola, Casenove, Gaudisciano e Poza) e Vairano (con il villaggio di Marzanello);
- Circondario di Pietramelara:
Pietramelara, Baia (con il villaggio di Latina), Pietravairano (con il villaggio di San Felice), Riardo e Rocca Romana (con i villaggi di Santa Croce e Statigliano);
- Circondario di Arienzo:
Arienzo, San Felice e Santa Maria a Vico;
- Circondario di Sant'Agata de' Goti:
Sant'Agata de' Goti (con i villaggi di Bagnoli, Cerreta, Cologna, Corvi, Cotugni, Faggiano, Laiano, Lammia, Mosielli, Paolini, Piscitella, San Silvestro, Tuoro-Scigliato e Verroni), Limatola (con i villaggi di Ave-gratia-plena e Biancano) e Durazzano;
- Circondario di Solopaca:
Solopaca (con il villaggio di Telese), Melizzano (con il villaggio di Ducenta) e Frasso (con il villaggio di Nansignano);
- Circondario di Airola:
Airola, Arpaja, Bucciano, Forchia, Luzzano, Moiano e Paolisi.
- Sessa Aurunca:

| Frazioni |  | Aulpi, Avezzano, Baia Domizia, Carano, Cascano, Cescheto, Corbara, Corigliano, Cupa, Fasani, Fontanaradina, Gusti, Lauro, Li Paoli, Maiano, Marzuli, Piedimonte, Ponte, Rongolise, San Carlo, San Castrese, San Martino, Santa Maria a Valogno, Sorbello, Tuoro, Valogno |

## Scuola Paritaria Distretto di Bellona
A Bellona in via Vinciguerra, è presente la Scuola Paritaria per l'infanzia il Nido di Antonio Cozzi  , nata come Associazione onlus nel 1996, poi riconosciuta nel 2005 Paritaria con decreto Ministeriale.

## Galleria d'immagini

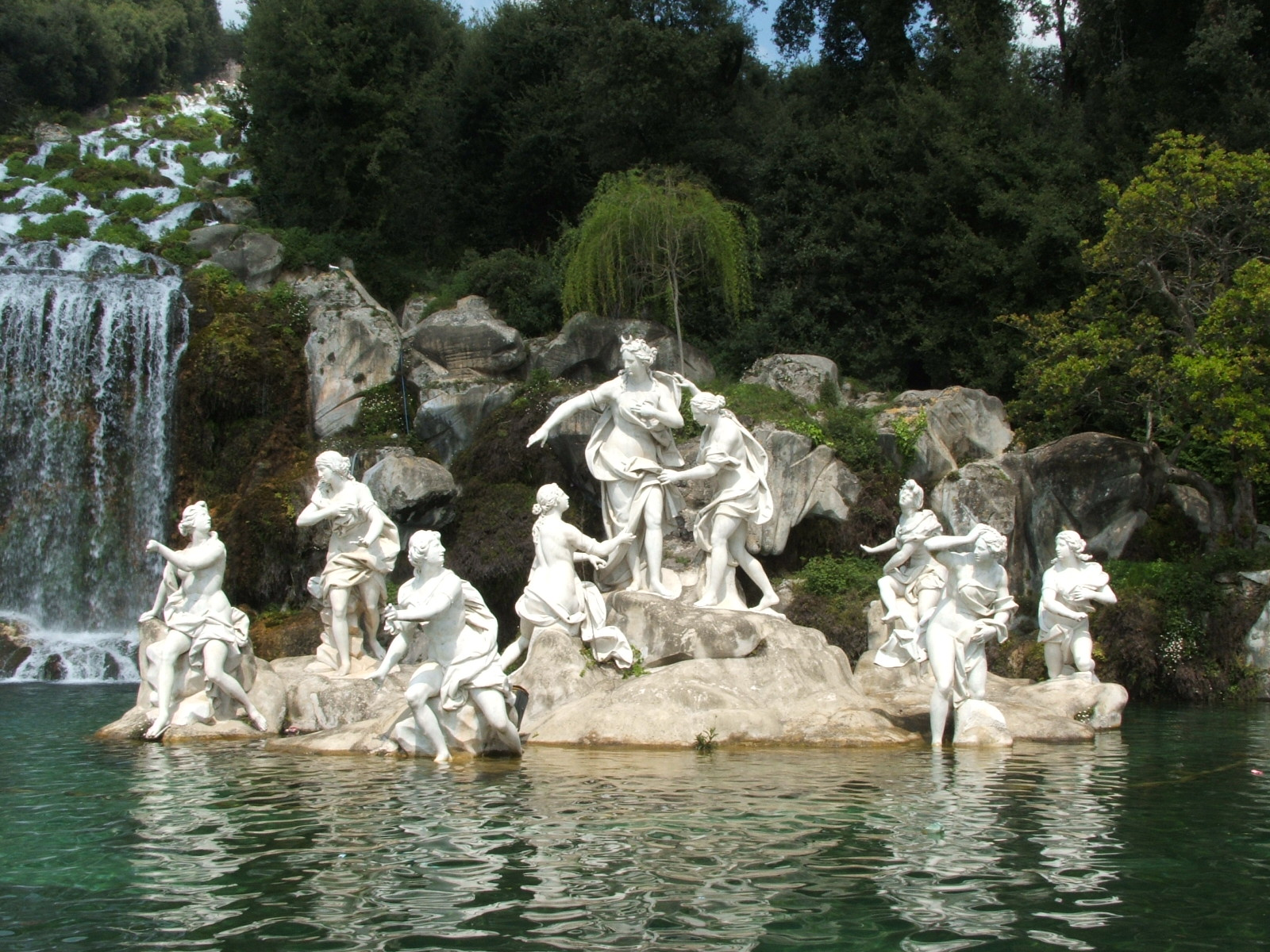
Parco della reggia di Caserta
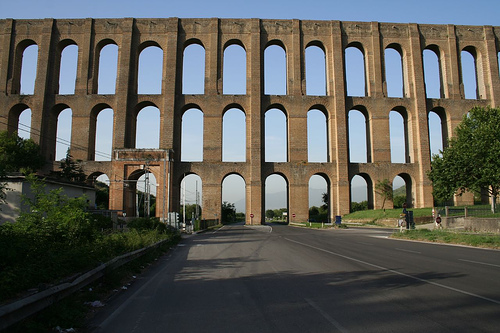
Acquedotto Carolino
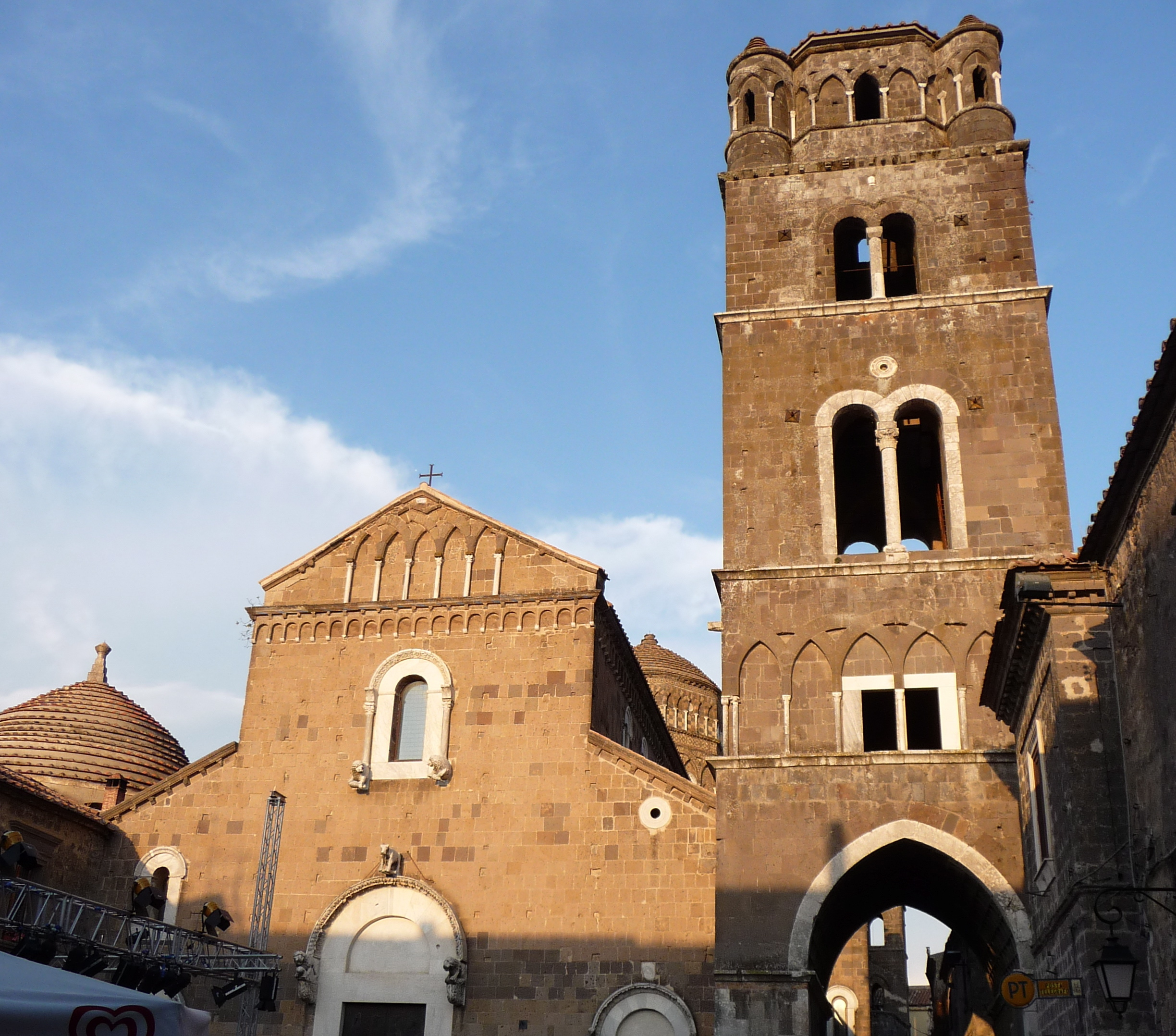
Duomo di San Michele Arcangelo, Casertavecchia
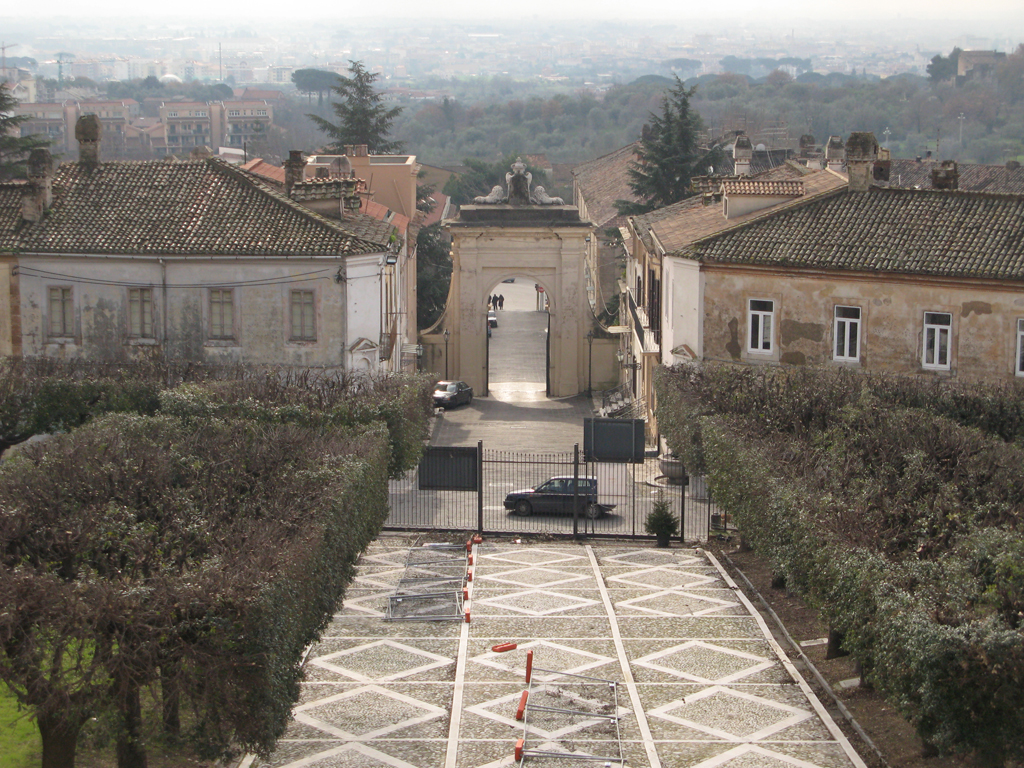
Arco Borbonico, Real Belvedere di San Leucio
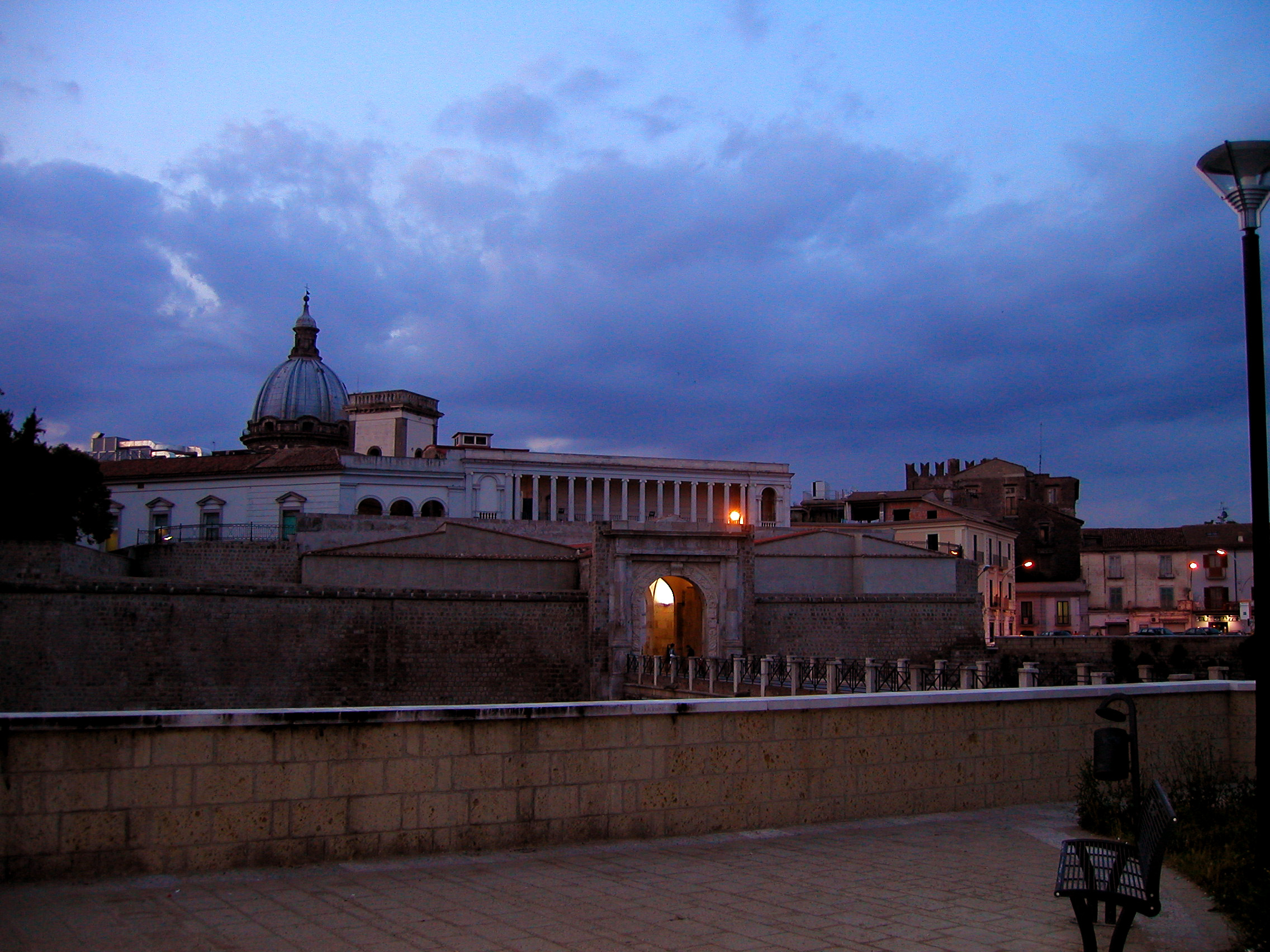
Capua
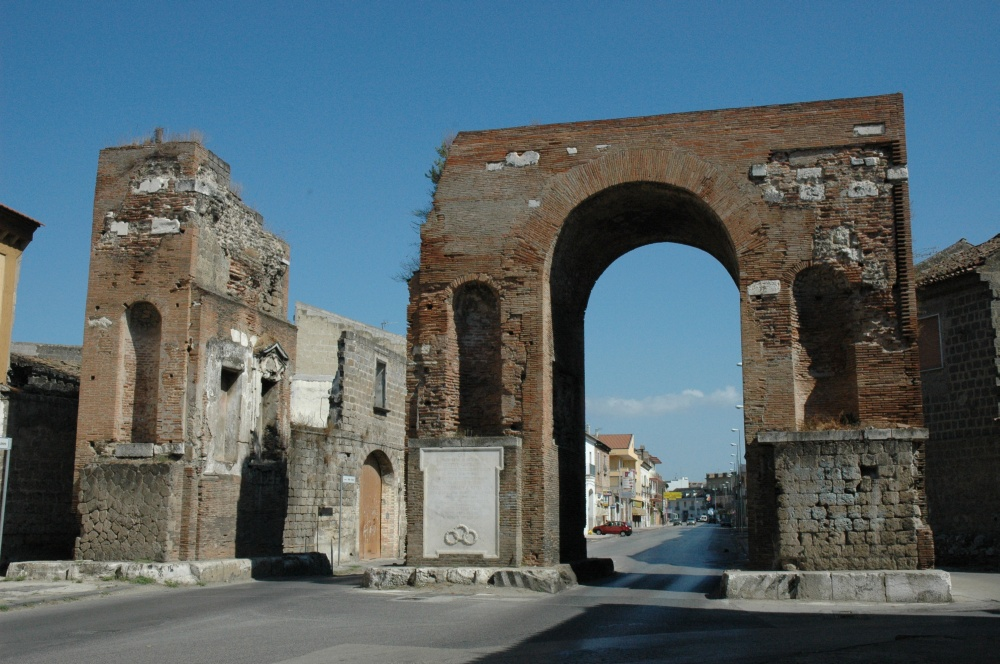
Arco di Adriano, Santa Maria Capua Vetere
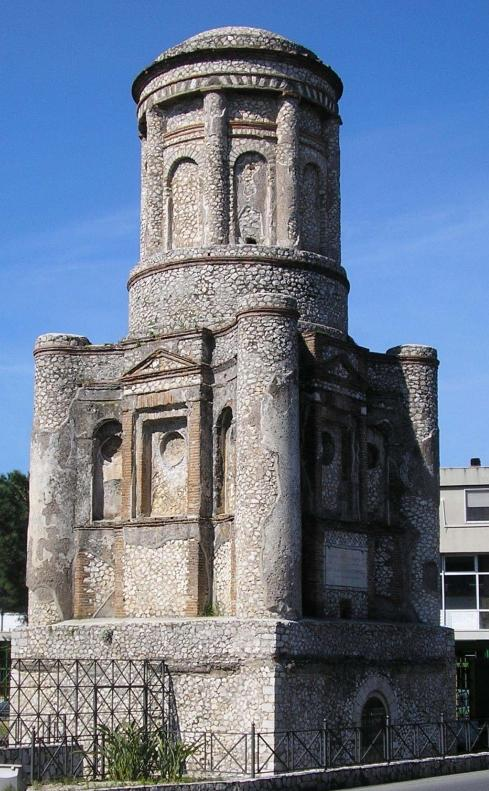
La Conocchia, simbolo di Curti
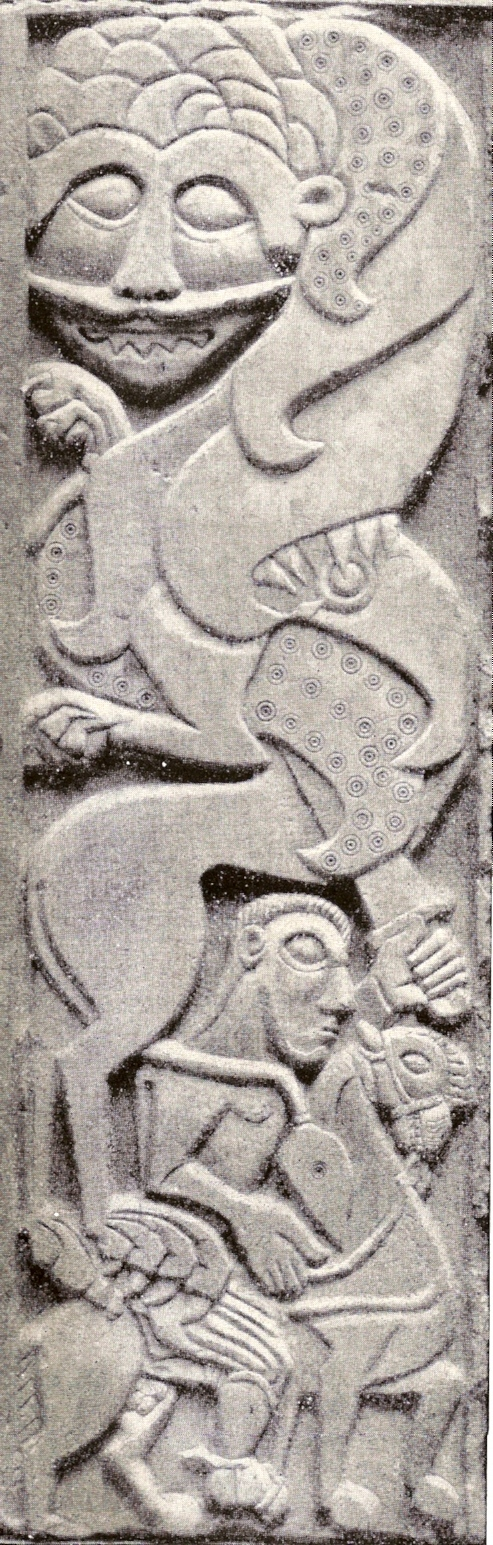
San Giorgio e il drago, Duomo di Aversa
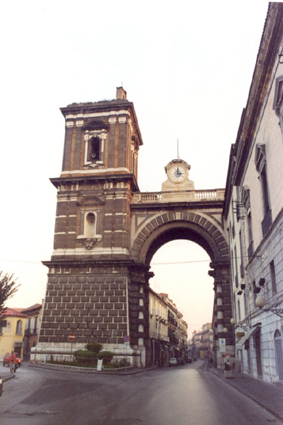
Arco dell'Annunziata (Porta Napoli), Aversa
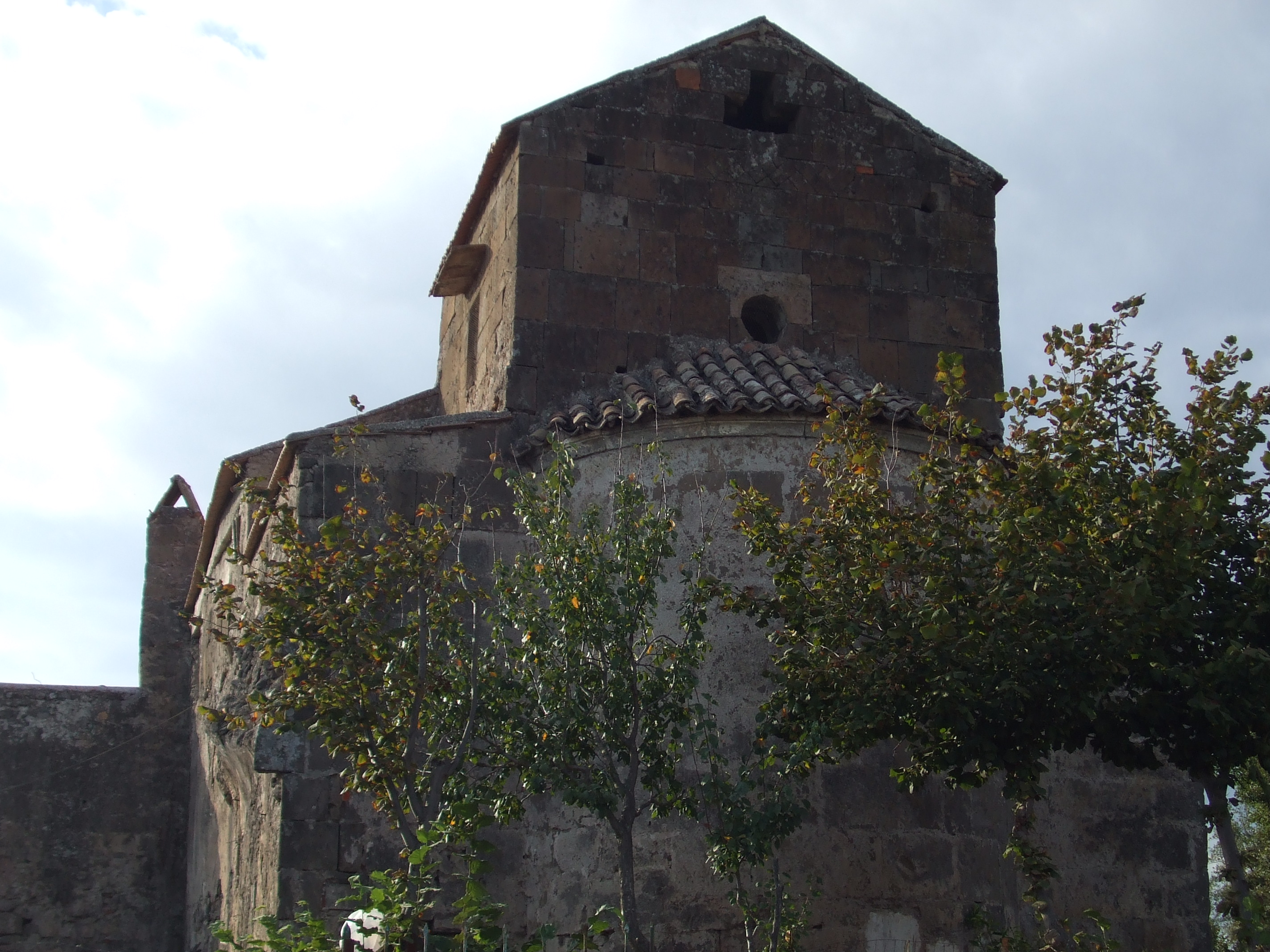
La chiesetta di Grazzano
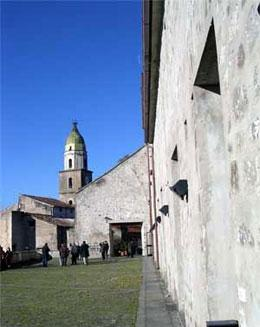
Loggione cavallerizzo, Teano
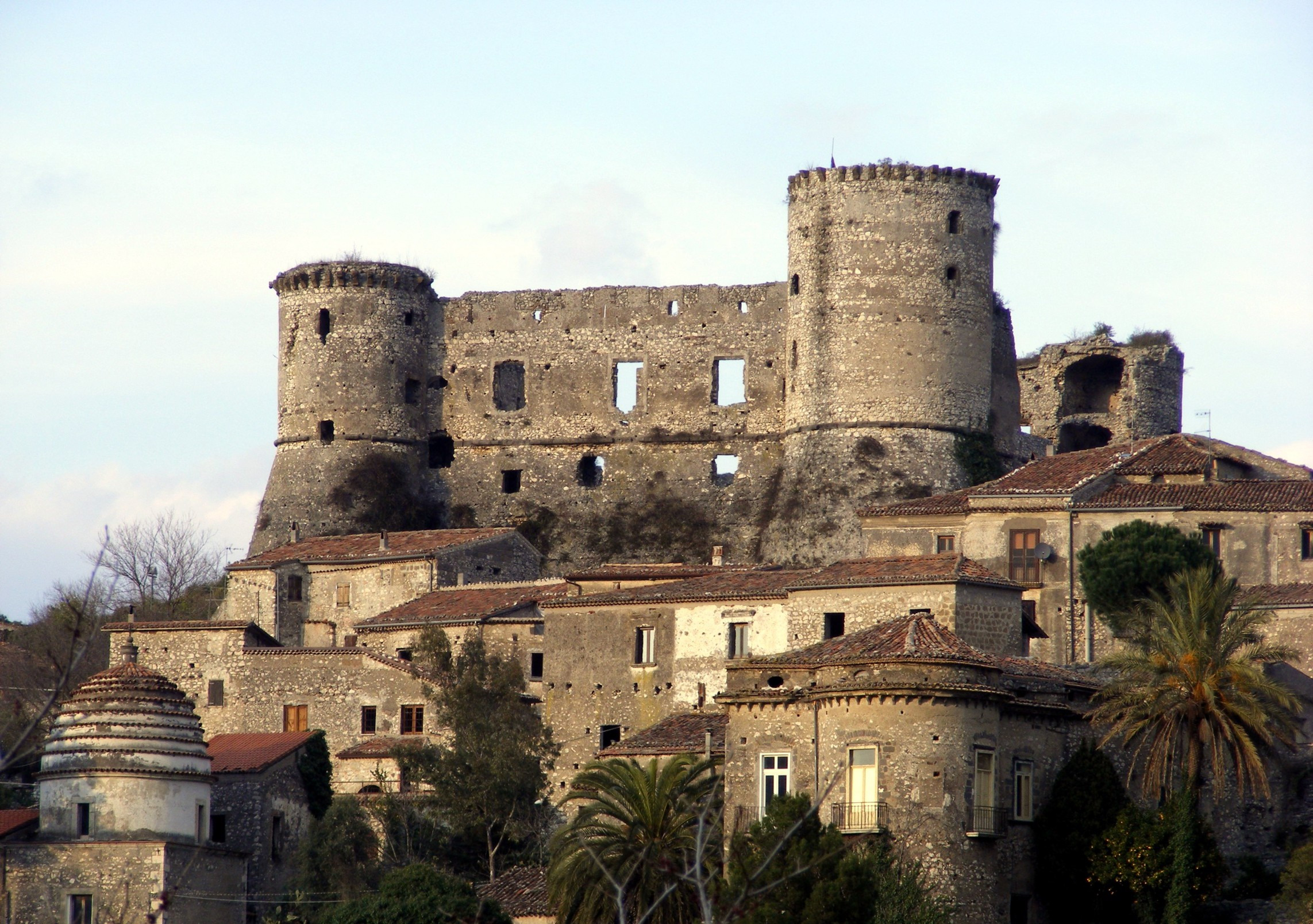
Castello di Vairano
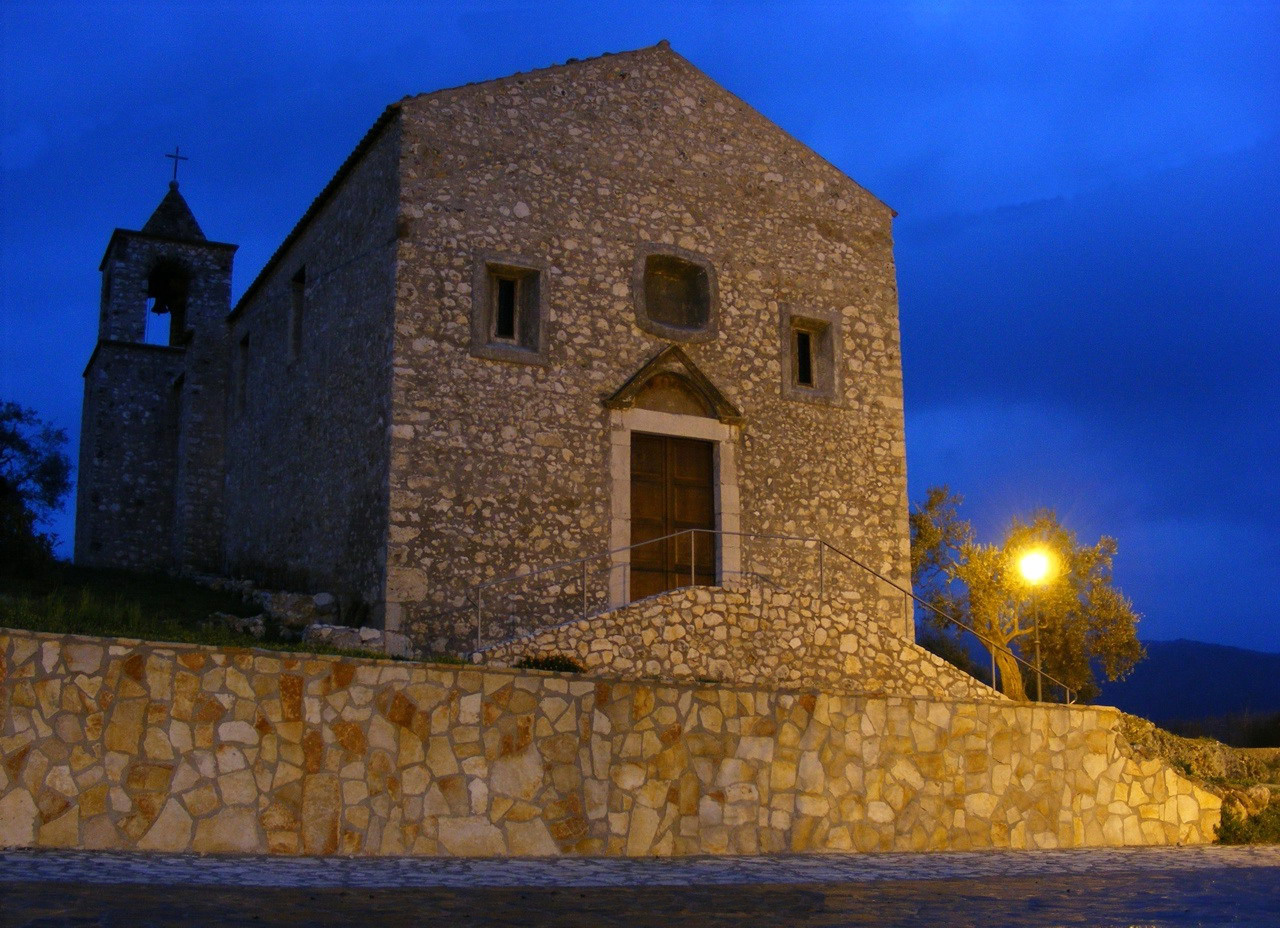
Chiesa Madonna di Loreto, borgo medioevale di Vairano
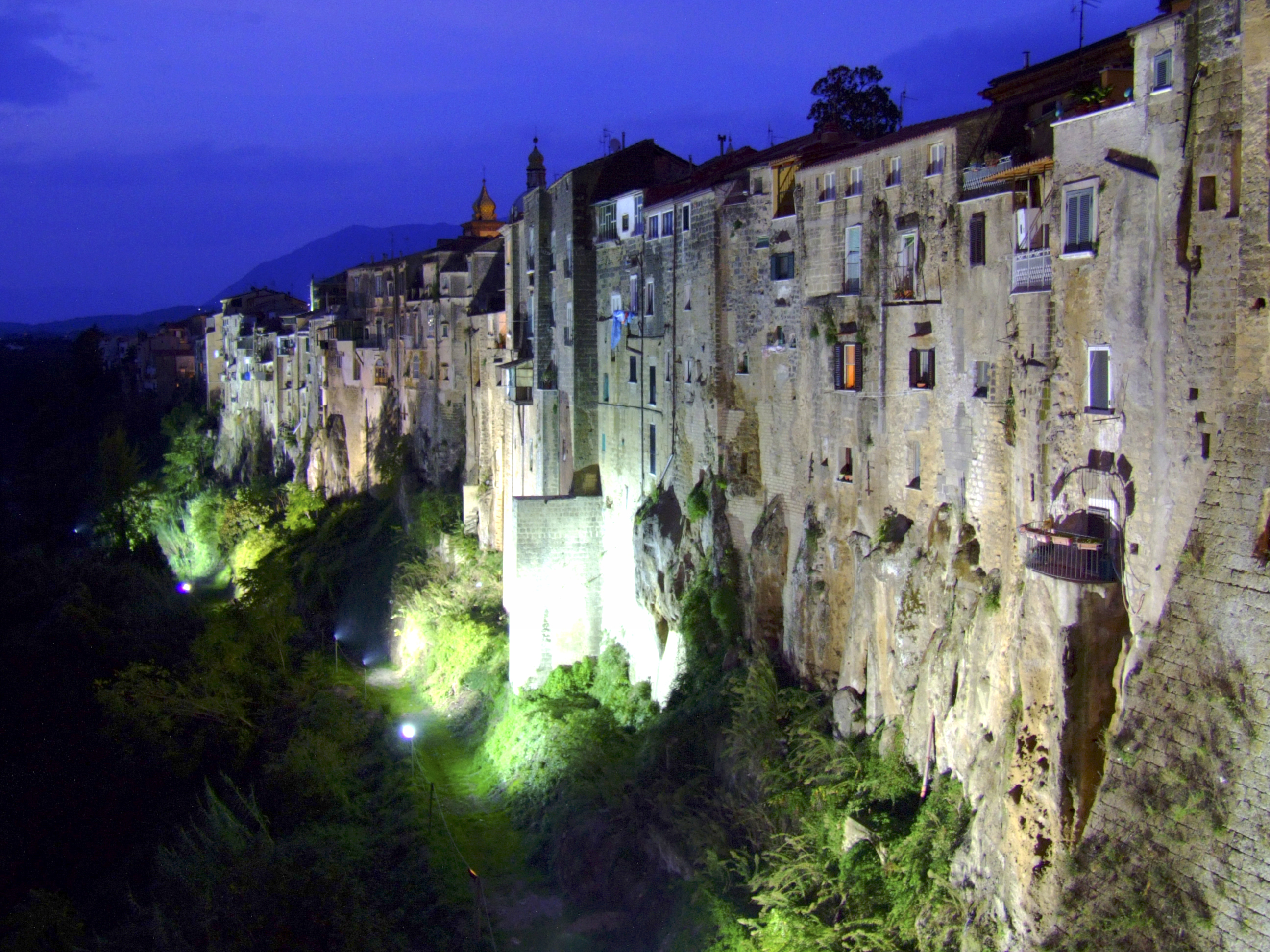
Ponte Martorano, centro storico di Sant'Agata de' Goti
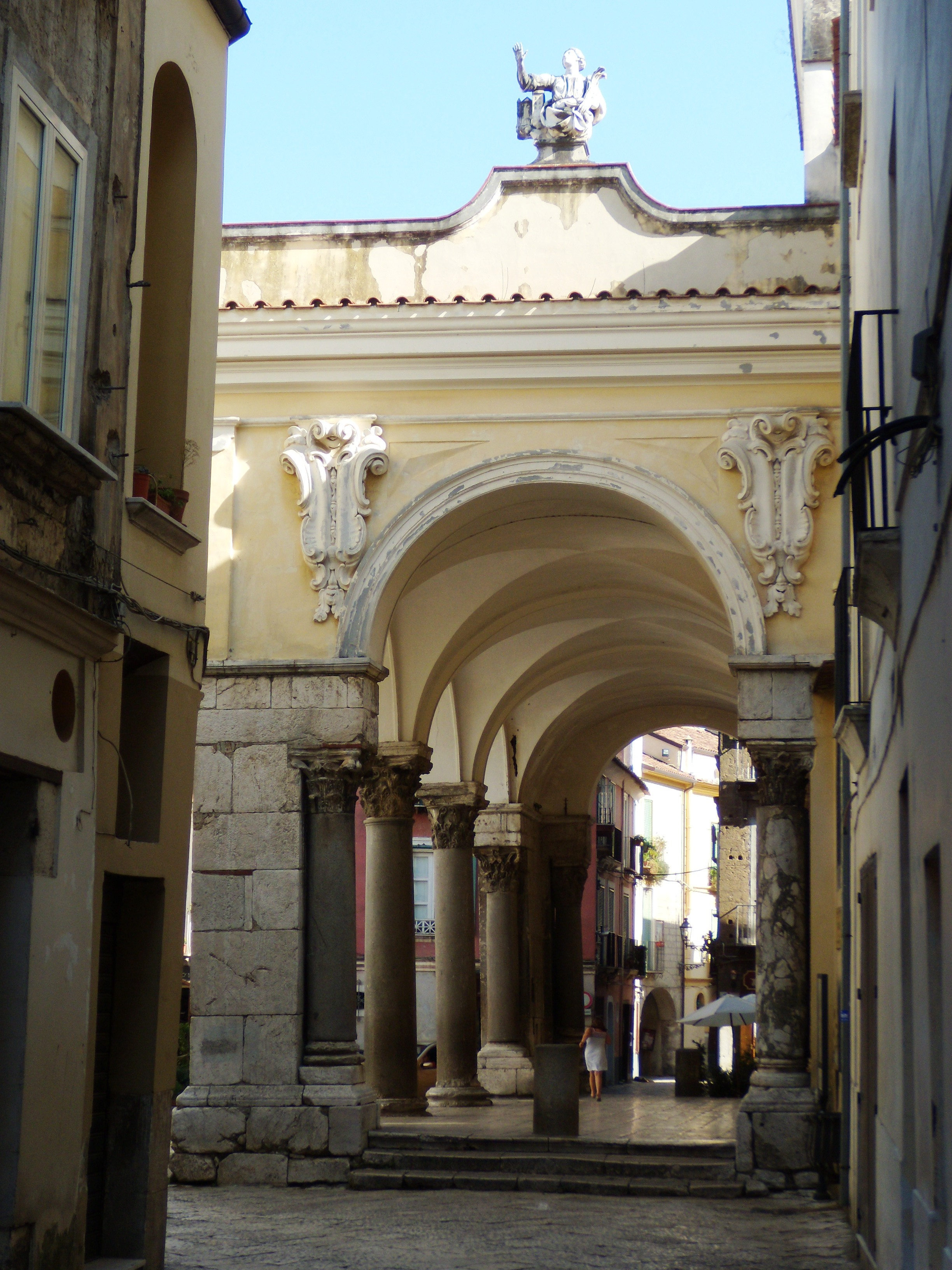
Pronao porticato del Duomo di Sant'Agata de' Goti
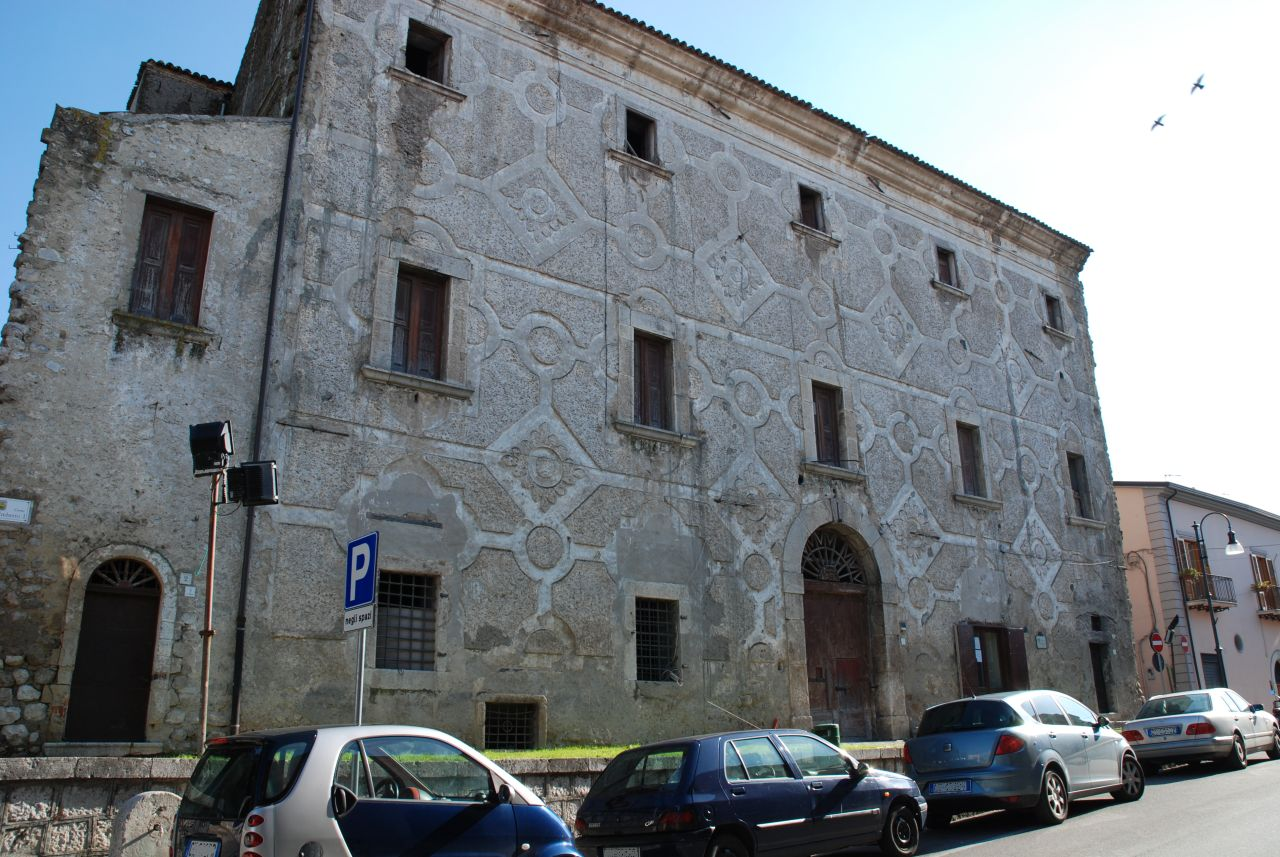
Palazzo ducale di Solopaca
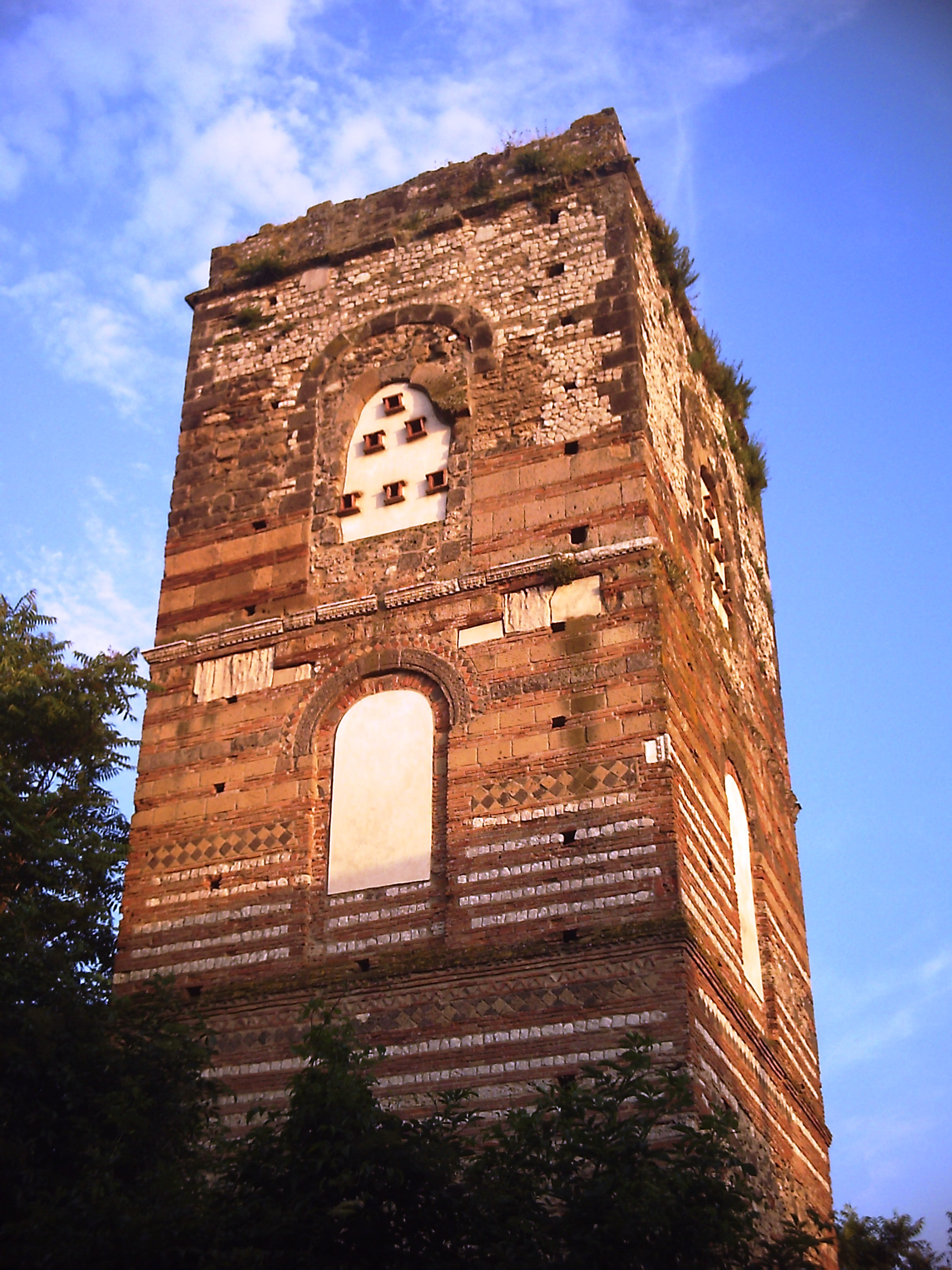
Torre campanaria della cattedrale della Santa Croce a Telese
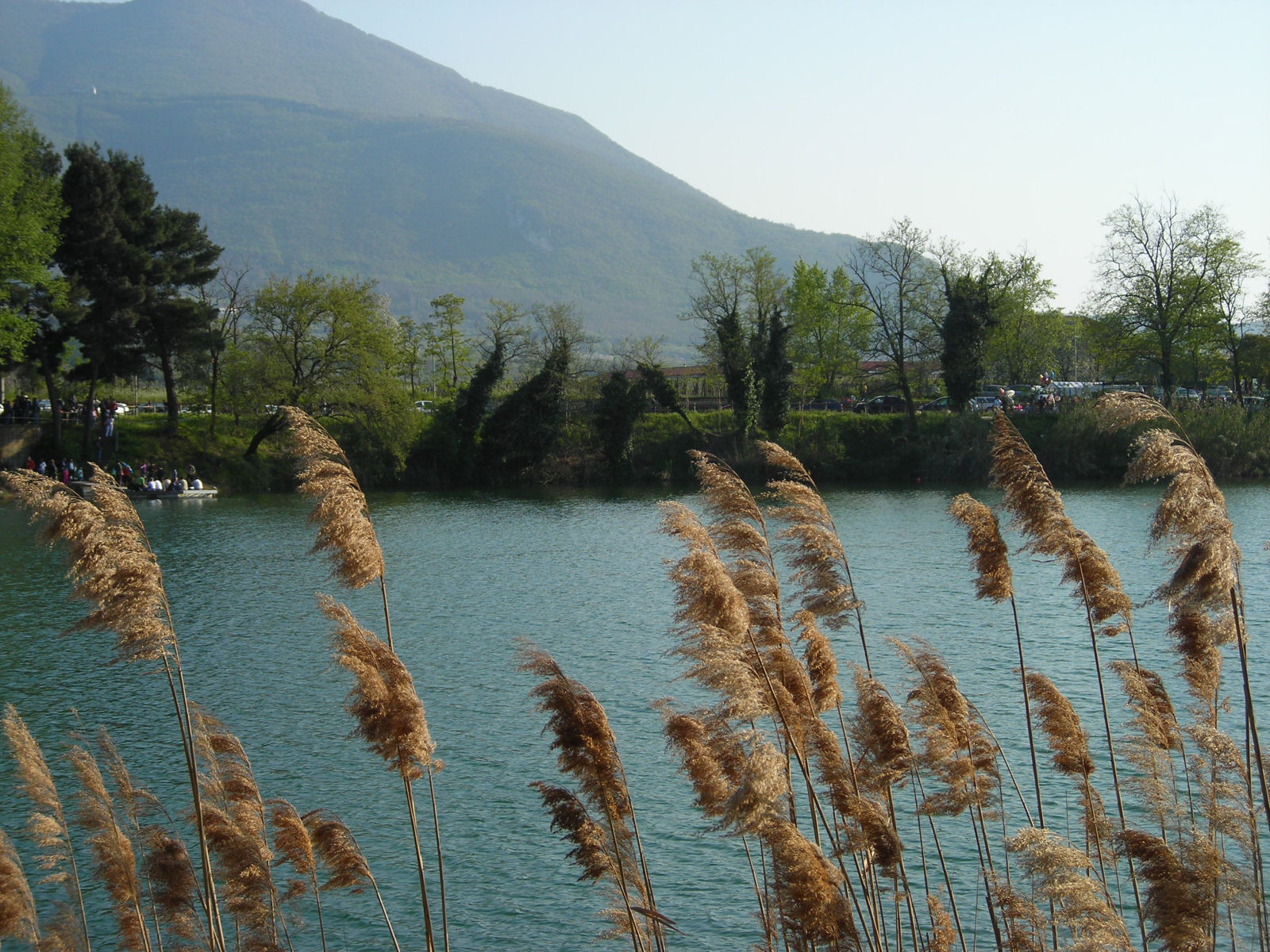
Lago di Telese
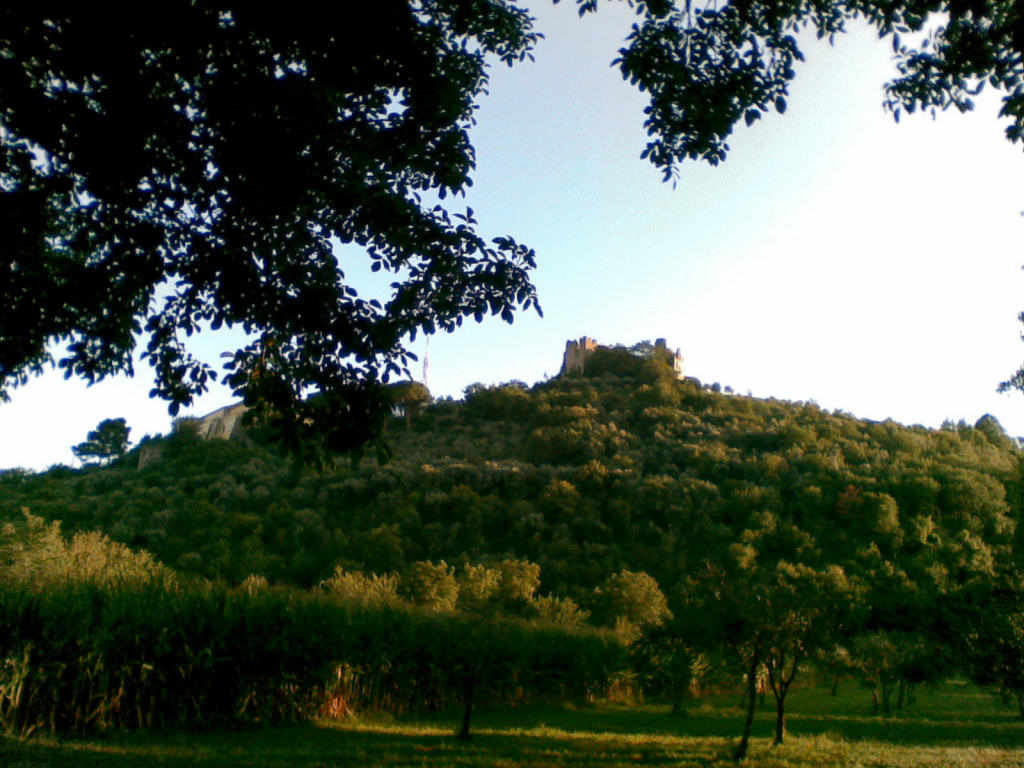
Ruderi del castello longobardo sulla cima di Monteoliveto ad Airola
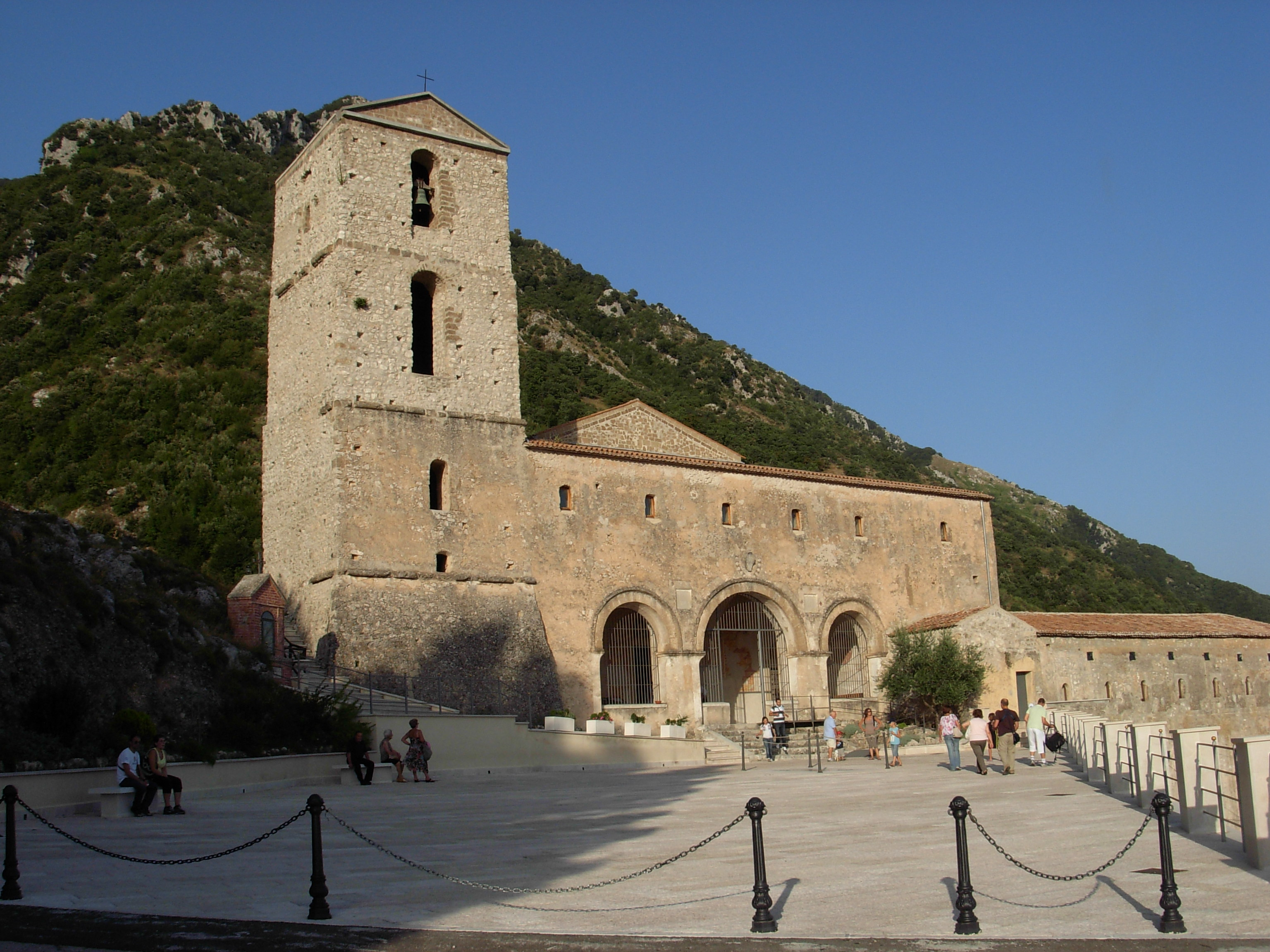
Santuario della Madonna del Taburno, Bucciano